# Kvarnbo träsk
Kvarnbo träsk är en sjö i Saltviks kommun i Åland (Finland). Den ligger i den nordöstra delen av landskapet, 22 km norr om huvudstaden Mariehamn. Kvarnbo träsk ligger 29 meter över havet. Den ligger på ön Fasta Åland. Arean är 13,2 hektar och strandlinjen är 1,77 kilometer lång. Sjön  ingår i Skärgårdshavets kustområde, Åland. 